# Wac Toja
Wac Toja właśc. Wacław Osiecki (ur. 12 czerwca 1994 w Kisielicach) – polski raper.
Raper został zaproszony do 4 edycji “Młodych Wilków” akcji Popkiller. Jego solowy utwór z akcji Młode Wilki pt. “Całą noc” został najlepiej przyjęty przez słuchaczy co zaowocowało zrealizowaniem jedynego teledysku ze wszystkich pozostałych utworów z albumu.

## Dyskografia

### Albumy
| Rok                         | Album                                                                | Pozycja na liście | Certyfikat              |
| Rok                         | Album                                                                | POL               | Certyfikat              |
| --------------------------- | -------------------------------------------------------------------- | ----------------- | ----------------------- |
| 2015                        | MiDDLE FiNGER - Data: 11 lutego 2015 - Wydawca: nielegal             | –                 |                         |
| 2016                        | High N Low (mixtape) - Data: 16 listopada 2016 - Wydawca: QueQuality | –                 |                         |
| 2017                        | High Quality - Data: 28 kwietnia 2017 - Wydawca: QueQuality          | 16                |                         |
| 2019                        | Turboboost - Data: 24 maja 2019 - Wydawca: QueQuality                | 6                 |                         |
| 2020                        | Ostry sos (oraz Matheo) - Data: 24 stycznia 2020 - Wydawca: My Music | 2                 |                         |
| 2020                        | Plasma - Data: 20 sierpnia 2020 - Wydawca: Universal Music Polska    | 16                |                         |
| 2021                        | Five - Data: 13 kwietnia 2021 - Wydawca: Universal Music Polska      | 5                 |                         |
| 2021                        | Cały lokal skacze - Data: 4 listopad 2021 - Wydawca: Fresh N Dope    | –                 | - ZPAV: platynowa płyta |
| „–” album nie był notowany. |                                                                      |                   |                         |

### Single
| Rok  | Tytuł                                                             | Certyfikat                 | Album                | Źródło |
| ---- | ----------------------------------------------------------------- | -------------------------- | -------------------- | ------ |
| 2015 | „James Bong” (gościnnie: Żabson)                                  |                            | MiDDLE FiNGER        | [ 20 ] |
| 2017 | „Rzucić rap” (gościnnie: Białas)                                  | - ZPAV: złota płyta        | High Quality         | [ 22 ] |
| 2017 | „Pranie mózgu”                                                    |                            | High Quality         | [ 23 ] |
| 2017 | „EJ EJ EJ”                                                        |                            | High Quality         | [ 24 ] |
| 2017 | „Czasem”                                                          |                            | High Quality         | [ 25 ] |
| 2017 | „Klej”                                                            | - ZPAV: złota płyta        | High Quality         | [ 26 ] |
| 2017 | „Perfekt”                                                         | - ZPAV: platynowa płyta    | High Quality         | [ 28 ] |
| 2017 | „Labirynt”                                                        | - ZPAV: złota płyta        | High Quality         | [ 29 ] |
| 2018 | „Experyment”                                                      |                            | –                    | [ 30 ] |
| 2018 | „Dope”                                                            |                            | Fresh N Dope Mixtape | [ 31 ] |
| 2019 | „Sarius Toja” (gościnnie: Sarius)                                 |                            | Turboboost           | [ 32 ] |
| 2019 | „Pełnia”                                                          |                            | Turboboost           | [ 33 ] |
| 2019 | „Flamenco”                                                        | - ZPAV: złota płyta        | Turboboost           | [ 35 ] |
| 2019 | „Ciepło ciała”                                                    | - ZPAV: 2× platynowa płyta | Turboboost           | [ 37 ] |
| 2019 | „Chili Hot” (oraz Matheo; gościnnie: Kizo)                        | - ZPAV: platynowa płyta    | Ostry sos            | [ 38 ] |
| 2019 | „Czarne oczy (Chilaca)” (oraz Matheo; gościnnie: Tymek)           |                            | Ostry sos            | [ 39 ] |
| 2019 | „Dres (Yellow Genetics)” (oraz Matheo)                            |                            | Ostry sos            | [ 40 ] |
| 2019 | „Zaprowadź do piekła” (oraz Matheo; gościnnie: Janusz Panasewicz) |                            | Ostry sos            | [ 41 ] |
| 2019 | „Sweet Bells” (oraz Matheo)                                       |                            | Ostry sos            | [ 42 ] |
| 2020 | „Fala (Piri Piri)” (oraz Matheo; gościnnie: Malik Montana)        | - ZPAV: platynowa płyta    | Ostry sos            | [ 43 ] |
| 2020 | „W dół (Chili Infinity)”                                          |                            | Ostry sos            | [ 44 ] |
| 2020 | „Scooby Doo”                                                      | - ZPAV: złota płyta        | Plasma               | [ 45 ] |
| 2020 | „Sny i koszmary” (gościnnie: Szymi Szyms)                         |                            | Plasma               | [ 46 ] |
| 2020 | „Kapitan”                                                         | - ZPAV: 4× platynowa płyta | Cały lokal skacze    | [ 47 ] |
| 2021 | „Niu niu”                                                         | - ZPAV: złota płyta        | Five                 | [ 48 ] |
| 2022 | „Kieliszki”                                                       | - ZPAV: złota płyta        |                      | [ 50 ] |
| 2022 | „Sztuka latania” (oraz Gromee, Jan Borysewicz; gośc. Sara Chmiel) | - ZPAV: złota płyta        |                      | [ 51 ] |
| 2022 | „Karmel” (oraz VHS)                                               | - ZPAV: 2× platynowa płyta |                      | [ 52 ] |
| 2023 | „U Bejbe Bejbe”                                                   | - ZPAV: 3× platynowa płyta |                      | [ 53 ] |
| 2024 | „Bogota”                                                          | - ZPAV: złota płyta        |                      | [ 54 ] |

### Gościnne występy
| Album                                                                    | Rok  | Uwagi                                                                  | Źródło |
| ------------------------------------------------------------------------ | ---- | ---------------------------------------------------------------------- | ------ |
| SB Maffija – Zabija                                                      | 2015 | rap w utworze „Zabija #3 / Twerk” (gościnnie: Wac Toja, Koldi)         | [ 55 ] |
| SB Maffija – Zabija                                                      | 2016 | rap w utworze „Zabija #4” (gościnnie: ReTo, Wac Toja)                  | [ 56 ] |
| Dolun i Jan Robak x Wac Toja                                             | 2016 | rap w utworze „Ślad”                                                   | [ 57 ] |
| Deys, Kartky, Wac Toja, Żabson, Igrekzet, Guzior, Sherlock, Essex        | 2016 | rap w utworze „Tour Of The Year 2”                                     | [ 58 ] |
| Solar/Białas – #nowanormalność                                           | 2016 | rap w utworze „Nie dla Ciebie”                                         | [ 59 ] |
| Solar/Białas – #nowanormalność                                           | 2016 | rap w utworze „Brudna prawda” (gościnnie: ReTo, Quebonafide, Wac Toja) | [ 60 ] |
| Solar/Białas – #nowanormalność                                           | 2017 | rap w utworze „Na piasku” (gościnnie: Wac Toja)                        | [ 61 ] |
| Quebonafide – Egzotyka                                                   | 2017 | rap w utworze „Arabska noc” (gościnnie: Wac Toja, Solar)               | [ 62 ] |
| Saszan – Hologram                                                        | 2018 | rap w utworze „Zabierz mnie stąd” (gościnnie: Wac Toja)                | [ 63 ] |
| Zeamsone – 777                                                           | 2018 | rap w utworze „Metro” (gościnnie: Wac Toja)                            | [ 64 ] |
| Zelo – Ostinato                                                          | 2018 | rap w utworze „Lajcik” (gościnnie: Wac Toja)                           | [ 65 ] |
| Siles – Głębia                                                           | 2019 | rap w utworze „Tańcz” (gościnnie: Wac Toja)                            | [ 66 ] |
| Kizo – Pegaz                                                             | 2019 | rap w utworze „Taki zwyczaj” (gościnnie: Wac Toja)                     | [ 67 ] |
| Trill Pem – So Dope!                                                     | 2019 | rap w utworze „NICKI” (gościnnie: Wac Toja)                            | [ 68 ] |
| Trill Pem – So Dope!                                                     | 2019 | rap w utworze „Ona zna” (gościnnie: Wac Toja)                          | [ 69 ] |
| Tymek – FIT                                                              | 2019 | rap w utworze „Ciągle w trasie” (gościnnie: Trill Pe, Wac Toja)        | [ 70 ] |
| Tymek – FIT                                                              | 2019 | rap w utworze „Wokół cieni” (gościnnie: Wac Toja, Oki)                 | [ 71 ] |
| Tymek – FIT                                                              | 2020 | rap w utworze „Ecstasy” (gościnnie: Wac Toja)                          | [ 72 ] |
| Wac Toja x Bambax                                                        | 2020 | rap w utworze „Fly Away”                                               | [ 73 ] |
| Tymek, Trill Pem, Wac Toja, Szymi Szyms, Stamir, Szopeen, PlanB-e, Siles | 2020 | rap w utworze „Family Van”                                             | [ 74 ] |

## Teledyski
| Tytuł                                                                                    | Rok  | Reżyseria                        | Album                 | Źródło |
| ---------------------------------------------------------------------------------------- | ---- | -------------------------------- | --------------------- | ------ |
| „Antyrelax”                                                                              | 2014 | –                                | –                     | [ 75 ] |
| „Całą noc”                                                                               | 2015 | –                                | –                     | [ 76 ] |
| „James Bong” (gościnnie: Żabson)                                                         | 2015 | –                                | MiDDLE FiNGER         | [ 20 ] |
| „Dla...”                                                                                 | 2015 | –                                | MiDDLE FiNGER         | [ 77 ] |
| „EJ EJ EJ”                                                                               | 2017 | Piotr Rzonca                     | High Quality          | [ 24 ] |
| „Czasem”                                                                                 | 2017 | Nixon Production                 | High Quality          | [ 25 ] |
| „Pranie mózgu”                                                                           | 2017 | Nixon Production                 | High Quality          | [ 23 ] |
| „Perfekt”                                                                                | 2017 | Roark View                       | High Quality          | [ 28 ] |
| „Show w...”                                                                              | 2017 | MVPclips                         | High Quality          | [ 78 ] |
| „Rzucić rap” (gościnnie: Białas)                                                         | 2017 | H D S C V M                      | High Quality          | [ 22 ] |
| „Spotkałem anioła” (gościnnie: Rivkah Hope)                                              | 2017 | H D S C V M                      | High Quality          | [ 79 ] |
| „Klej”                                                                                   | 2017 | H D S C V M                      | High Quality          | [ 26 ] |
| „Mojo”                                                                                   | 2018 | ADIO.PL                          | High Quality          | [ 80 ] |
| „Dope”                                                                                   | 2018 | ADIO.PL                          | Fresh N Dope Mixtape  | [ 31 ] |
| „Experyment”                                                                             | 2018 | H D S C V M                      | –                     | [ 30 ] |
| „Ciepło ciała                                                                            | 2019 | H D S C V M                      | Turboboost            | [ 37 ] |
| „Sarius Toja” (gościnnie: Sarius)                                                        | 2019 | H D S C V M                      | Turboboost            | [ 32 ] |
| „Słodki sen” (gościnnie: 7RYM)                                                           | 2019 | H D S C V M                      | Turboboost            | [ 81 ] |
| „Flamenco”                                                                               | 2019 | H D S C V M                      | Turboboost            | [ 35 ] |
| „Pełnia”                                                                                 | 2019 | Ninja Video                      | Turboboost            | [ 33 ] |
| „Chili Hot” (oraz Matheo; gościnnie: Kizo)                                               | 2019 | Marathon Films                   | Ostry sos             | [ 82 ] |
| „Czarne oczy (Chilaca)” (oraz Matheo; gościnnie: Tymek)                                  | 2019 | @zdvnczuk                        | Ostry sos             | [ 39 ] |
| „Zaprowadź do piekła” (oraz Matheo; gościnnie: Janusz Panasewicz)                        | 2019 | Moher                            | Ostry sos             | [ 41 ] |
| „W Dół (Chili Infinity)” (oraz Matheo)                                                   | 2020 | Moher, Zduńczuk                  | Ostry sos             | [ 83 ] |
| „Scooby Doo”                                                                             | 2020 | Marathon FILMS                   | Plasma                | [ 45 ] |
| „Sny i koszmary” (gościnnie: Szymi Szyms)                                                | 2020 | Anna Maria Olech                 | Plasma                | [ 46 ] |
| Gościnnie                                                                                |      |                                  |                       |        |
| SB Maffija – „Zabija #4” (gościnnie: ReTo, Wac Toja)                                     | 2016 | Lanek                            | Zabija                | [ 56 ] |
| Solar/Białas – „Nie dla ciebie” (gościnnie: Wac Toja)                                    | 2016 | Smoła Studio                     | #nowanormalność       | [ 59 ] |
| Solar/Białas – „Brudna prawda” (gościnnie: ReTo, Quebonafide, Wac Toja)                  | 2016 | ML Filmz                         | #nowanormalność       | [ 60 ] |
| Solar/Białas – „Na piasku” (gościnnie: Wac Toja)                                         | 2016 | –                                | #nowanormalność       | [ 61 ] |
| Dolun i Jan Robak x Wac Toja – „Ślad”                                                    | 2016 | –                                | –                     | [ 57 ] |
| Quebonafide – „Arabska noc” (gościnnie: Solar)                                           | 2017 | Kriskej                          | Egzotyka              | [ 62 ] |
| Saszan – „Zabierz mnie stąd” (gościnnie: Wac Toja)                                       | 2018 | Sebastian Wełdycz                | Hologram              | [ 63 ] |
| Zelo – „Lajcik” (gościnnie: Wac Toja)                                                    | 2018 | BREV#K.O Imperial                | Ostinato              | [ 65 ] |
| Kizo – „Taki zwyczaj” (gościnnie: Wac Toja)                                              | 2019 | Ninja Video                      | Pegaz                 | [ 67 ] |
| Tymek – „Wokół cieni” (gościnnie: Wac Toja, Oki)                                         | 2019 | Moher                            | FIT                   | [ 71 ] |
| Tymek – „Ciągle w trasie” (gościnnie: Trill Pem, Wac Toja)                               | 2019 | Moher                            | FIT                   | [ 70 ] |
| Trill Pem – „NICKI” (gościnnie: Wac Toja)                                                | 2019 | Moher                            | So Dope!              | [ 68 ] |
| Trill Pem – „Ona zna” (gościnnie: Wac Toja)                                              | 2020 | Moher                            | So Dope!              | [ 69 ] |
| Tymek – „Ecstasy” (gościnnie: Wac Toja)                                                  | 2020 | Moher                            | FIT                   | [ 72 ] |
| Inne                                                                                     |      |                                  |                       |        |
| Deys, Kartky, Wac Toja, Żabson, Igrekzet, Guzior, Sherlock, Essex – „Tour Of The Year 2” | 2016 | Punkt Widzenia                   | –                     | [ 58 ] |
| Tymek, Trill Pem, Wac Toja, Szymi Szyms, Stamir, Szopeen, PlanB-e, Siles – „Family Van”  | 2020 | Moher, yungssebv                 | Fresh N Dope Airlines | [ 74 ] |
| Wac Toja x Bambax – „Fly Away”                                                           | 2020 | Moher, Wojtek Koziara, MVP Clips | Fresh N Dope Airlines | [ 73 ] |

## Walki freak show fight
| Wynik   | Bilans | Przeciwnik (bilans przed walką) | Rozstrzygnięcie  | Runda | Czas | Rozgrywki                     | Data       | Miejsce | Uwagi                              |
| ------- | ------ | ------------------------------- | ---------------- | ----- | ---- | ----------------------------- | ---------- | ------- | ---------------------------------- |
| Wygrana | 1-0    | Sebastian Fabijański (0-0)      | KO (lewy prosty) | 1     | 0:35 | Fame 17: Ferrari vs. Łaszczyk | 03.02.2023 | Kraków  | K-1, małe rękawice. Co-main event. |